# Japans Meteorologisch Instituut

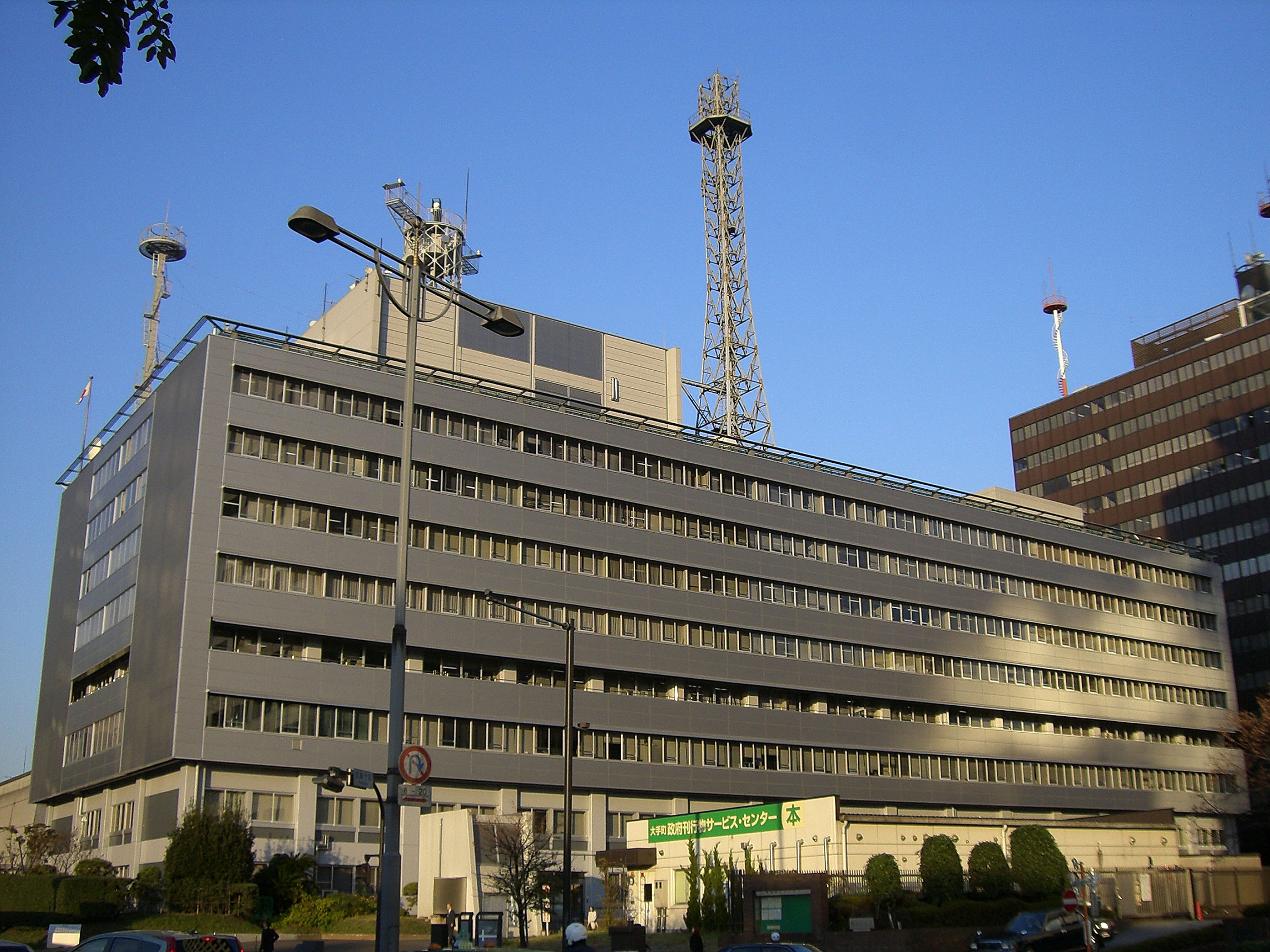
Gebouw van Japans Meteorologisch Instituut in Tokio

Het Japans Meteorologisch Instituut (Japans: 気象庁,Kishōchō ; Engels: Japan Meteorological Agency) te Chiyoda (Tokio) is het nationale meteorologische instituut van Japan. Het is een semiautonome instelling, die ressorteert onder het Japanse ministerie van Bodemgebruik, Infrastructuur en transport. Naast het analyseren en vergaren van meteorologische gegevens en het voorspellen van het weer in Japan, is het instituut door de Wereld Meteorologische Organisatie aangewezen als regionaal gespecialiseerd meteorologisch centrum. Hierdoor is zij de officiële instantie, die zich toelegt op het analyseren van, voorspellen van en waarschuwen voor orkanen in het westelijk bassin van de Grote Oceaan. Het Japans Meteorologisch Instituut komt voort uit het Centraal Meteorologisch Bureau. Dr. Sakuhei Fujiwara, die in 1921 het Fujiwara-effect beschreef, was hieraan verbonden.